# Grand Prix Bahrajnu 2023
Grand Prix Bahrajnu 2023 (oficiálně Formula 1 Gulf Air Bahrain Grand Prix 2023) se jela na okruhu Bahrain International Circuit v Sachíru v Bahrajnu dne 5. března 2023. Závod byl prvním v pořadí v sezóně 2023 šampionátu Formule 1.

## Pozadí

### Pneumatiky
Dodavatel pneumatik Pirelli přiveze na závod směsi pneumatik C1, C2 a C3 (označené jako tvrdé, střední a měkké), které budou moci týmy používat.

### Změny na trati
Třetí aktivační bod DRS byl posunut dále dopředu a byl umístěn 250 metrů za 15. zatáčkou.

## Kvalifikace
Kvalifikace se uskutečnila 4. března 2023 v 18:00 místního času (UTC+3).
| Poř.                        | Č. | Jezdec           | Konstruktér                  | Časy v kvalifikaci | Časy v kvalifikaci | Časy v kvalifikaci | Pořadí na startu |
| Poř.                        | Č. | Jezdec           | Konstruktér                  | Q1                 | Q2                 | Q3                 | Pořadí na startu |
| --------------------------- | -- | ---------------- | ---------------------------- | ------------------ | ------------------ | ------------------ | ---------------- |
| 1                           | 1  | Max Verstappen   | Red Bull Racing-Honda RBPT   | 1:31.295           | 1:30.503           | 1:29.708           | 1                |
| 2                           | 11 | Sergio Pérez     | Red Bull Racing-Honda RBPT   | 1:31.479           | 1:30.746           | 1:29.846           | 2                |
| 3                           | 16 | Charles Leclerc  | Ferrari                      | 1:31.094           | 1:30.282           | 1:30.000           | 3                |
| 4                           | 55 | Carlos Sainz Jr. | Ferrari                      | 1:30.993           | 1:30.515           | 1:30.154           | 4                |
| 5                           | 14 | Fernando Alonso  | Aston Martin Aramco-Mercedes | 1:31.158           | 1:30.645           | 1:30.336           | 5                |
| 6                           | 63 | George Russell   | Mercedes                     | 1:31.057           | 1:30.507           | 1:30.340           | 6                |
| 7                           | 44 | Lewis Hamilton   | Mercedes                     | 1:31.543           | 1:30.513           | 1:30.384           | 7                |
| 8                           | 18 | Lance Stroll     | Aston Martin Aramco-Mercedes | 1:31.184           | 1:31.127           | 1:30.836           | 8                |
| 9                           | 31 | Esteban Ocon     | Alpine-Renault               | 1:31.508           | 1:30.914           | 1:30.984           | 9                |
| 10                          | 27 | Nico Hülkenberg  | Haas-Ferrari                 | 1:31.204           | 1:30.809           | Bez času           | 10               |
| 11                          | 4  | Lando Norris     | McLaren-Mercedes             | 1:31.652           | 1:31.381           |                    | 11               |
| 12                          | 77 | Valtteri Bottas  | Alfa Romeo-Ferrari           | 1:31.504           | 1:31.443           |                    | 12               |
| 13                          | 24 | Čou Kuan-jü      | Alfa Romeo-Ferrari           | 1:31.615           | 1:31.473           |                    | 13               |
| 14                          | 22 | Júki Cunoda      | AlphaTauri-Honda RBPT        | 1:31.400           | 1:32.510           |                    | 14               |
| 15                          | 23 | Alexander Albon  | Williams-Mercedes            | 1:31.461           | Bez času           |                    | 15               |
| 16                          | 2  | Logan Sargeant   | Williams-Mercedes            | 1:31.652           |                    |                    | 16               |
| 17                          | 20 | Kevin Magnussen  | Haas-Ferrari                 | 1:31.892           |                    |                    | 17               |
| 18                          | 81 | Oscar Piastri    | McLaren-Mercedes             | 1:32.101           |                    |                    | 18               |
| 19                          | 21 | Nyck de Vries    | AlphaTauri-Honda RBPT        | 1:32.121           |                    |                    | 19               |
| 20                          | 10 | Pierre Gasly     | Alpine-Renault               | 1:32.181           |                    |                    | 20               |
| 107 % času vítěze: 1:37.362 |    |                  |                              |                    |                    |                    |                  |
| Zdroj:                      |    |                  |                              |                    |                    |                    |                  |

Poznámky
1. 1 2  Lando Norris a Logan Sargeant zajeli v první kvalifikaci stejný čas. Norris postoupil do Q2, protože kolo zajel dříve.

## Závod
Závod se uskutečnil 5. března 2023 v 18:00 místního času (UTC+3).
Verstappen od začátku pohodlně vedl a o vedení přišel až během prvních zastávek v boxech. Pérez byl na startu pomalý a ztratil druhé místo na rychle startujícího Charlese Leclerca. Alonso a Hamilton bojovali v nájezdu do čtvrté zatáčky, do Alonsa však narazil jeho týmový kolega Stroll, čímž oba Aston Martiny ztratily pozice. Ve 13. kole se Alonso dostal na první místo v souboji kolo na kolo s Georgem Russellem, oba jezdci však při zastávkách v boxech prohráli s Alfou Romeo Valtteriho Bottase.
Oscar Piastri odstoupil po 13 kolech svého debutu ve formuli 1 kvůli poruše elektrického systému. Mezitím měl jeho týmový kolega Norris také problémy s motorem, tentokrát však s hydraulikou, což si vyžádalo pět zastávek v boxech. Esteban Ocon prožil noční můru na začátku sezóny, když dostal pětisekundovou penalizaci za nesprávné zařazení na startovní rošt. V boxech však nevyčkal celých pět sekund a dostal následnou desetivteřinovou penalizaci a poté další pětivteřinovou penalizaci za překročení rychlosti v boxové uličce.
Pérez se ve 26. kole dostal před Leclerca, přičemž Red Bull byl jediným týmem na čele, který použil měkké pneumatiky pro oba první stinty. Po druhém kole zastávek v boxech Stroll, který závodil se zlomeným zápěstím a palcem na noze, předjel Russella, který vyjel z boxů na studených pneumatikách, přičemž Stroll zajel do boxů o kolo dříve. Alonso a Hamilton sváděli souboj o páté místo, Alonso předjel Hamiltona ve čtvrté zatáčce ve 37. kole, ale Alonsův přetáčivý smyk na výjezdu ze zatáčky umožnil Hamiltonovi projet zpět. O kolo později se Alonsovi podařilo Hamiltona znovu předjet v 10. zatáčce.
Pro Leclerca skončil v 39. kole, kdy jeho vůz postihla mechanická závada, a vyjel první virtuální safety car sezóny. Alonso předjel Sainze Jr. pomocí systému DRS v nájezdu do 11. zatáčky ve 45. kole. Mezitím Gasly předjel Albona a obsadil deváté místo, když startoval z posledního místa.
Čou Kuan-jü zajel v předposledním kole do boxů pro měkké pneumatiky a v posledním kole zajel nejrychlejší kolo závodu. Pro Čoua to bylo druhé nejrychlejší kolo v jeho kariéře ve Formuli 1.
Verstappen projel šachovnicovou vlajkou a vyhrál s náskokem téměř dvanácti sekund před svým týmovým kolegou Pérezem. Bylo to Verstappenovo druhé vítězství v řadě a Pérezovo nejvyšší umístění od Grand Prix Japonska 2022. Alonso obsadil poslední místo na stupních vítězů, což bylo jeho první umístění na stupních vítězů od Grand Prix Kataru 2021 a první umístění Aston Martinu na stupních vítězů od doby, kdy Sebastian Vettel skončil druhý při Grand Prix Ázerbájdžánu 2021. Z nováčků se nejvýše umístil Logan Sargeant, který skončil dvanáctý.
Závod znamenal první vítězství Red Bullu v Bahrajnu od roku 2013 a Verstappenovo první vítězství na této trati. Bylo to také první vítězství Red Bullu na úvodním závodě sezóny od Grand Prix Austrálie 2011.
| Poř.                                                                      | No. | Jezdec           | Konstruktér                  | Počet kol | Čas/Odstoupení | Start | Body |
| ------------------------------------------------------------------------- | --- | ---------------- | ---------------------------- | --------- | -------------- | ----- | ---- |
| 1                                                                         | 1   | Max Verstappen   | Red Bull Racing-Honda RBPT   | 57        | 1:33:56.736    | 1     | 25   |
| 2                                                                         | 11  | Sergio Pérez     | Red Bull Racing-Honda RBPT   | 57        | +11.987        | 2     | 18   |
| 3                                                                         | 14  | Fernando Alonso  | Aston Martin Aramco-Mercedes | 57        | +38.637        | 5     | 15   |
| 4                                                                         | 55  | Carlos Sainz Jr. | Ferrari                      | 57        | +48.052        | 4     | 12   |
| 5                                                                         | 44  | Lewis Hamilton   | Mercedes                     | 57        | +50.977        | 7     | 10   |
| 6                                                                         | 18  | Lance Stroll     | Aston Martin Aramco-Mercedes | 57        | +54.502        | 8     | 8    |
| 7                                                                         | 63  | George Russell   | Mercedes                     | 57        | +55.873        | 6     | 6    |
| 8                                                                         | 77  | Valtteri Bottas  | Alfa Romeo-Ferrari           | 57        | +1:12.647      | 12    | 4    |
| 9                                                                         | 10  | Pierre Gasly     | Alpine-Renault               | 57        | +1:13.753      | 20    | 2    |
| 10                                                                        | 23  | Alexander Albon  | Williams-Mercedes            | 57        | +1:29.774      | 15    | 1    |
| 11                                                                        | 22  | Júki Cunoda      | AlphaTauri-Honda RBPT        | 57        | +1:30.870      | 14    |      |
| 12                                                                        | 2   | Logan Sargeant   | Williams-Mercedes            | 56        | +1 kolo        | 16    |      |
| 13                                                                        | 20  | Kevin Magnussen  | Haas-Ferrari                 | 56        | +1 kolo        | 17    |      |
| 14                                                                        | 21  | Nyck de Vries    | AlphaTauri-Honda RBPT        | 56        | +1 kolo        | 19    |      |
| 15                                                                        | 27  | Nico Hülkenberg  | Haas-Ferrari                 | 56        | +1 kolo        | 10    |      |
| 16                                                                        | 24  | Čou Kuan-jü      | Alfa Romeo-Ferrari           | 56        | +1 kolo        | 13    |      |
| 17                                                                        | 4   | Lando Norris     | McLaren-Mercedes             | 55        | +2 kola        | 11    |      |
| Ret                                                                       | 31  | Esteban Ocon     | Alpine-Renault               | 41        | Mechanika      | 9     |      |
| Ret                                                                       | 16  | Charles Leclerc  | Ferrari                      | 39        | Motor          | 3     |      |
| Ret                                                                       | 81  | Oscar Piastri    | McLaren-Mercedes             | 13        | Elektronika    | 18    |      |
| Nejrychlejší kolo: Čou Kuan-jü (Alfa Romeo-Ferrari) – 1:33.996 (56. kolo) |     |                  |                              |           |                |       |      |
| Zdroj:                                                                    |     |                  |                              |           |                |       |      |

Poznámky
1. ↑  Nico Hülkenberg obdržel 15sekundovou penalizaci za překročení limitů na trati. Jeho konečné umístění nebylo penalizací ovlivněno.

## Průběžné pořadí po závodě
| Pořadí | Jezdec           | Body |
| ------ | ---------------- | ---- |
| 1      | Max Verstappen   | 25   |
| 2      | Sergio Pérez     | 18   |
| 3      | Fernando Alonso  | 15   |
| 4      | Carlos Sainz Jr. | 12   |
| 5      | Lewis Hamilton   | 10   |
| Zdroj: |                  |      |

| Pořadí | Konstruktér                  | Body |
| ------ | ---------------------------- | ---- |
| 1      | Red Bull Racing-Honda RBPT   | 43   |
| 2      | Aston Martin Aramco-Mercedes | 23   |
| 3      | Mercedes                     | 16   |
| 4      | Ferrari                      | 12   |
| 5      | Alfa Romeo-Ferrari           | 4    |
| Zdroj: |                              |      |